# Boivinella
Boivinella és un gènere de plantes de la família de les poàcies.

## Taxonomia
- Boivinella comorensis A. Camus
- Boivinella glomerulifera (Hutch. i Dalziel) Aubrév. i Pellegr.
- Boivinella natalensis (Sond.) Pierre ex Aubrév. i Pellegr.
- Boivinella sclerioides (Boivin ex A. Camus) A. Camus

## Sinònims
- Bequaertiodendron, Englerophytum, Neoboivinella, Pseudoboivinella, Tisserantiodoxa, Wildemaniodoxa, Zeyherella